# Chemin des Patriotes

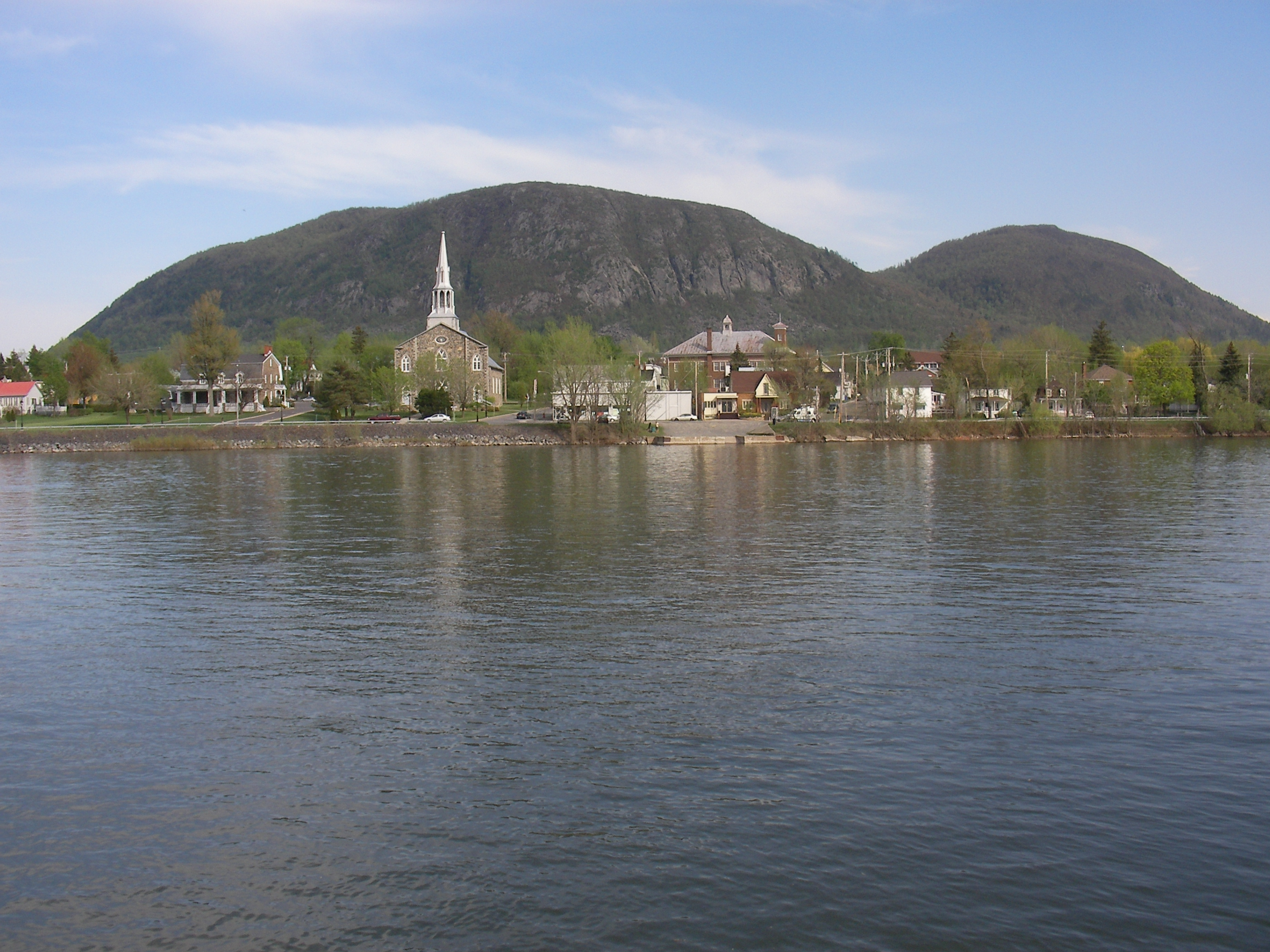
L'église de Mont-Saint-Hilaire le long du Chemin des Patriotes; en arrière-plan, le mont Saint-Hilaire

Le chemin des Patriotes est une route historique et patrimoniale établie au temps de la Nouvelle-France sur la rive Est de la rivière Richelieu en Montérégie. Cette voie, longue de 131 km, est d'orientation nord/sud, débute à la frontière américaine à Philipsburg, traverse, entre autres, Mont-Saint-Hilaire et Saint-Denis-sur-Richelieu et se termine sur la rive sud du fleuve Saint-Laurent tout près de la traverse Sorel-Saint-Ignace-de-Loyola.

## Histoire
La route 133 fut baptisé « Chemin des Patriotes » par le Gouvernement du Québec le 23 juin 1977 en mémoire de la Rébellion des Patriotes de 1837-1838. Cette route est le prolongement de l'Interstate 89 en sol québécois. Bien que la route 133 s'amorce à la frontière américaine, ce n'est qu'à partir de la municipalité de Sainte-Anne-de-Sabrevois que l'appellation "chemin des Patriotes" est utilisée de façon courante.
Au cours de l'été de 1837, après le rejet des demandes de réformes, une série d'assemblées publiques par les chefs du Parti Patriote ont lieu. Elles culminent par une Assemblée à Saint-Charles-sur-Richelieu le 23 octobre. Les affrontements contre les troupes et milices britanniques débutent le 6 novembre et deux des affrontements d'importance ont lieu le long du chemin des Patriotes, soit à Saint-Denis et Saint-Charles. Les patriotes réussirent à défaire leurs adversaires à Saint-Denis le 23 novembre, mais la victoire ne fut que de courte durée : les rebelles furent vaincus le 25 novembre à Saint-Charles puis le 14 décembre à Saint-Eustache. La loi martiale fut décrétée, il y eut des arrestations par centaines et plusieurs exécutions, plusieurs patriotes s'enfuirent aux États-Unis.
La MRC de la Vallée du Richelieu l'a inscrit comme route patrimoniale et panoramique dans son schéma d'aménagement de 1998.
Une controverse existe entre le ministère des Transports du Québec et des citoyens résidant le long de cette route entre Saint-Denis-sur-Richelieu et Mont-Saint-Hilaire. Celle-ci fait suite à la construction de nombreuses résidences en bordure de la route 133 depuis le milieu des années 70 et à la décision du ministère qui a choisi, en 1995, d'y faire converger le trafic lourd de la région. De plus, construites en bordure de la rivière, plusieurs résidences ne disposent que d'une faible marge de recul par rapport à la route.  Selon les résidents, le trafic lourd génère des bruits et vibrations et cause des problèmes de santé, d'insomnie et de sécurité à la population locale,,.
Selon le ministère, la réhabilitation de la chaussée réduit considérablement cet inconfort. "Dans le cas des bâtiments existants, la mesure correctrice la plus pratique est l'entretien des routes. Dans le cas des nouveaux lotissements, les moyens efficaces pourraient comprendre l'augmentation de la distance entre les maisons et les rues."

## Localités traversées (nord au sud)
- Sorel-Tracy
- Sainte-Victoire-de-Sorel
- Saint-Ours
- Saint-Denis-sur-Richelieu
- Saint-Charles-sur-Richelieu
- Mont Saint-Hilaire
- Otterburn Park
- Saint-Mathias-sur-Richelieu
- Richelieu
- Saint-Jean-sur-Richelieu
- Sainte-Anne-de-Sabrevois
- Henryville
- Saint-Sébastien
- Saint-Pierre-de-Véronne-à-Pike-River
- Saint-Armand